# روبن فيناجري
روبن فيناجري (مواليد 9 أبريل 1999) هو لاعب كرة قدم برتغالي يلعب في مركز الظهير الأيسر في نادي وولفرهامبتون واندررز.

## روابط خارجية
- روبن فيناجري على موقع الاتحاد الأوربي (الإنجليزية)
- روبن فيناجري على موقع قاعدة بيانات كرة القدم.إي يو (الإنجليزية)
- روبن فيناجري على موقع Soccerbase.com (لاعب) (الإنجليزية)
- روبن فيناجري على موقع Soccerway.com (الإنجليزية)
- روبن فيناجري على موقع عالم كرة القدم.نت (الإنجليزية)
- روبن فيناجري على موقع AS.com (الإسبانية)